# Sorgente sismica

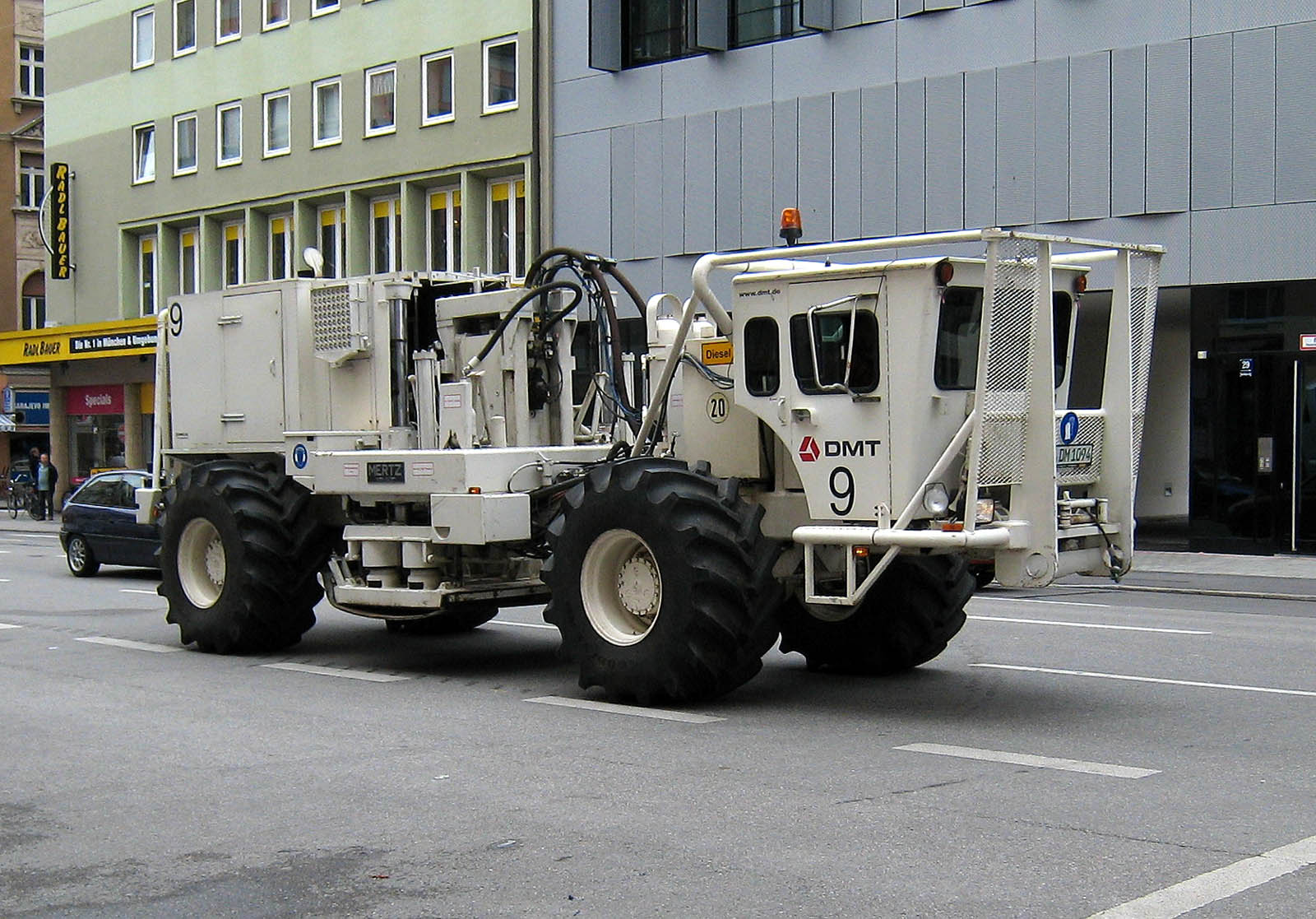
Vibroseis, è ben visibile la piastra vibrante, in posizione sollevata, sotto il pianale del mezzo. Al momento dell'uso la piastra viene spinta tramite martinetti idraulici contro il suolo ed il mezzo di trasporto fornirà la massa necessaria per energizzare il suolo.

Le onde sismiche all'interno della terra sono generate ogni qualvolta all'interno o sulla superficie della stessa sia prodotto uno sbilanciamento elastico transiente. Quasi ogni deformazione improvvisa o movimento di una parte della terra risulta prodotto da una sorgente sismica. Ogni sorgente rappresenta di per sé stessa importanti effetti dinamici interni. La sua conoscenza permette inoltre una investigazione accurata della struttura terrestre.

## Tipologie
Le sorgenti sismiche possono essere raggruppate in sorgenti esterne ed interne alla terra solida. Le prime possono essere di origine naturale o umana. Le seconde rappresentano fenomeni dinamici
caratteristici di un mezzo solido elastico, e sono quasi sempre di origine naturale.

### Sorgenti esterne
Le sorgenti esterne più comuni, di solito prodotte dall'uomo, sono le esplosioni sotterranee o sottomarine. Piccole esplosioni vengono utilizzate ad esempio nell'estrazione mineraria, nelle costruzioni, così come nella pesca o nella ricerca petrolifera.
Grande rilevanza, dal punto si vista della sismologia, assumono i test nucleari sotterranei, in grado di produrre onde sismiche rilevabili in tutto il globo.
Per le prospezioni petrolifere spesso si usano come fonti di sorgenti speciali masse vibranti a basse frequenze montati su autocarri, detti vibroseis. Le esplosioni o implosioni esterne naturali sono notevolmente più rare. Esse avvengono in genere in presenza di fasi mineralogiche metastabili, o per processi di origine magmatica in profondità.

### Sorgenti interne
La maggior parte delle sorgenti sismiche interne coinvolge fenomeni di fagliazione e movimenti di taglio delle strutture interne della terra.